# Seven Eight Life Recordings
Seven Eight Life Recordings ist ein unabhängiges Musiklabel aus Santo André im Bundesstaat São Paulo. Das Label produziert Tonträger brasilianischer Hardcore-Bands und vertreibt Tonträger ausländischer Hardcore- und Punkbands auf dem brasilianischen Markt.
2014 veranstaltete das Label in São Paulo ein nach sich selbst betiteltes, dreitägiges Festival, bei dem neben südamerikanischen Bands auch die US-Bands Gorilla Biscuits und Judge spielten.

## Bands
- 7 Seconds
- Appraise (Ecuador)
- Bane
- Birds of a Feather (Niederlande)
- Colligere
- Columnas (Argentinien)
- Conflicto Urbano (Peru)
- Confronto
- Discarga
- Down to Nothing (Vereinigte Staaten)
- El Eterno Enemigo (Argentinien)
- En Mi Defensa (Chile)
- En Nuestras Venas (Argentinien/Chile)
- Enquirer
- Entrefuego (Chile)
- Final Round
- Flama
- Forsaken (Chile)
- Good Infections
- Infect
- Inspire
- Infierno (Chile)
- Jello Viagra
- Justiça
- Knockout (Argentinien)
- La Miseria de Tu Rostro (Chile)
- Las Palabras Queman (Argentinien)
- Linha de Frente
- Live by the Fist
- Lost in Hate
- Mostomalta (Argentinien)
- New Winds (Portugal)
- No Turning Back (Niederlande)
- Norte Cartel
- Nouvelle Gaia (Chile)
- O Inimigo
- One True Reason
- Orientacion (Argentinien)
- Positive Youth
- Providence (Frankreich)
- Questions
- Ralp Macchio
- Reconcile (Argentinien)
- Rethink
- Rotting Out (Vereinigte Staaten)
- Standing Point
- Still Strong
- Sudarshana (Argentinien)
- The Alchemists
- Tiempos de Honor (Chile)
- Title Fight
- Vendetta
- Vieja Escuela (Argentinien)
- Vitamin X
- We Ride (Spanien)